# Locomotora de Vapor 030/2013
La Locomotora de vapor 030-2013 també coneguda com a Mamut és una locomotora fabricada per l'empresa Wilson al Regne Unit el 1857 que es troba conservada actualment al Museu del Ferrocarril de Catalunya, amb el número de registre 00008 d'ençà que va ingressar el 1981, com una donació de la companyia MZA, adquirida per Renfe.

## Història
Aquesta locomotora, té un valor històric i una trajectòria que és digna de menció a part. D'una banda és, després de la Martorell, la locomotora més antiga que es conserva al país. Fabricada el 1857 al Regne Unit per la companyia Nasmith Wilson, tenia una potència de 422 cv., pesa 34 tones i podia assolir una velocitat de 50 km./h. Originàriament a la M.Z.A. va ostentar el número 246 que encara es pot veure al seu frontal.
La companya M.Z.A. (Compañía de los Ferrocarriles de Madrid a Zaragoza y a Alicante) va encarregar la sèrie de 47 locomotores a diversos fabricants, Nasmith Wilson & CO. va construir des de la 2013 fins a la 2023; Kitson & CO., des de la 2024 fins a la 2040; i CAIL des de la 2041 fins a la 2059. Van ser les primeres locomotores de vapor mixtes adquirides per la companyia per remolcar tant trens de viatgers com de mercaderies. La seva considerable potència per a mitjans del segle xix li va valer el seu sobrenom de Mamut.
El 1857 el maquinista Gregorio González es va fer càrrec de la locomotora per a prestar el seu primer servei amb ella. Des de les hores i durant més d'un segle, la locomotora mai va veure detinguda la seva feina, tret de petites reparacions. Un historial brillant, net d'accidents tràgics, ni carros ni persones atropellades per les seves rodes. Només hi ha constància d'haver patir accidents en dues ocasions, l'agost de 1858 que va xocar amb un altre tren amb el resultat de diverses peces trencades, pel que va haver de ser enviada als tallers generals d'Aranjuez per a la seva reparació. L'altre va ser cinquanta anys més tard, al març de 1896 quan va topar a Ciempozuelos amb una altra locomotora mentre feia maniobres. Un autèntic rècord donada la seva dilatada trajectòria i el quilometratge recorregut.
Renfe va fer un homenatge a aquesta locomotora com a celebració dels 100 anys ininterromputs de servei l'any 1957, i és que la Mamut va tindre una vida activa de 106 anys. Amb motiu del seu homenatge, es volia restablir la locomotora al seu estat d'origen, així se li va treure l'afegit de una sobrecabina que no hi era al seu estat de fàbrica i va ser pintada amb els seus colors originaris. Vol dir que, després d'un segle estava pràcticament inalterada. Aquestes xifres són avui dia impensables.
Els seus dies actius van acabar a Alacant-Terme com a caldera fixa després d'haver recorregut més de 2.600.000 kilòmetres. Finalment, el 1972 va ser preservada a l'aleshores dipòsit de vapor de Vilanova i la Geltrú, germen del Museu del Ferrocarril de Catalunya on podràs gaudir d'aquesta heroïna de la tracció a vapor de l'estat.

## Conservació
El seu estat de conservació és bo. El 1990-91 es va fer una restauració integral de xapa i pintura	

## Exposicions
- MOROP, Vilanova i la Geltrú